# Polynema giraulti
Polynema giraulti är en stekelart som beskrevs av Perkins 1912. Polynema giraulti ingår i släktet Polynema och familjen dvärgsteklar. Inga underarter finns listade i Catalogue of Life.